# 좌막
좌막(일본어: 佐幕 사바쿠[*])은 막말 격변기 때 자주 사용된 말로, 〈막부를 보좌한다〉라는 의미이다. 도막파와 대비되는 말로 좌막파라고 부른다.
좌막이라고 하더라도 근왕, 양이의 뜻이 있지만, “조정보다 정이대장군이 조정으로부터 조서를 받아 정치를 집행하는 것이야말로 존왕양이이다.”라는 신념을 가진 사람들이다. (존왕좌막)

## 해당 인물

### 다이묘
- 마쓰다이라 가타모리
- 난부 도시히사
- 다테 요시쿠니
- 사카이 다다즈미
- 니와 나가쿠니
- 아베 마사키요
- 구제 히로후미
- 미즈노 가쓰토모
- 우에스기 나리노리
- 미즈노 다다히로
- 안도 노부타케
- 하야시 다다타카
- 마쓰다이라 마사타다
- 다케노코시 마사모토
- 호리 나오요시
- 마키노 다다쿠니
- 미즈노 다다모토
- 혼다 다다치카
- 이타쿠라 가쓰키요
- 사카이 다다토시
- 오가사와라 나가미치

## 막신
- 가와지 도시아키라
- 기무라 가이슈
- 오구리 다다마사
- 나카지마 사부로스케
- 구리모토 조운
- 히토미 가쓰타로
- 이바 하치로
- 곤도 이사미
- 히지카타 도시조

## 그 외
- 구모이 다쓰오
- 레옹 로슈(Léon Roches)
- 오쓰키 반케이
- 호소야 나오히데
- 가와이 쓰기노스케
- 히나타 나이키
- 와타나베 아리쓰나

## 같이 보기
- 정이대장군
- 신센구미
- 보신 전쟁
- 창의대
- 오우에쓰 열번 동맹
- 고료카쿠
- 에조 공화국